# Championnat du Népal de football 2003
Navigation
Saison 2000 Saison suivante
La saison 2003 du Championnat du Népal de football est la trente-quatrième édition de la Kathmandu Martyr's Memorial League, le championnat de première division au Népal. Les douze formations de la capitale, Katmandou, sont réunies au sein d'une poule unique où elles s'affrontent une fois au cours de la saison. Le dernier du classement final est relégué et remplacé par les deux meilleures équipes de deuxième division. Toutes les rencontres sont disputées au Stade Dasarath Rangasala. 
C'est le Manang Marsyangdi Club, tenant du titre, qui remporte à nouveau la compétition cette saison après avoir terminé en tête du classement final, avec trois points d'avance sur Mahendra Police Club et cinq sur Three Star Club. Il s'agit du cinquième titre de champion du Népal de l'histoire du club.

## Les clubs participants
- New Road Team
- Manang Marsyangdi Club
- Rani Pokhari Corner Team
- Friends Club
- Jawalakhel Youth Team
- Sankata Boys Sports Club
- Boys Union Club
- Katmandou Club
- Naxal Yuwa
- Boys Sports Club
- Mahendra Police Club
- Three Star Club

## Compétition
Le barème de points servant à établir le classement se décompose ainsi :
- Victoire : 3 points
- Match nul : 1 point
- Défaite : 0 point

### Classement
| Rang | Équipe                   | Pts | J  | G | N | P  | Bp | Bc | Diff |
| ---- | ------------------------ | --- | -- | - | - | -- | -- | -- | ---- |
| 1    | Manang Marsyangdi ClubT  | 28  | 11 | 9 | 1 | 1  | 43 | 12 | +31  |
| 2    | Mahendra Police Club     | 25  | 11 | 7 | 3 | 1  | 34 | 12 | +22  |
| 3    | Three Star Club          | 23  | 11 | 7 | 2 | 2  | 35 | 12 | +23  |
| 4    | New Road Team            | 22  | 11 | 7 | 1 | 3  | 19 | 16 | +3   |
| 5    | Friends Club             | 21  | 11 | 6 | 3 | 2  | 22 | 12 | +10  |
| 6    | Sankata Boys Sports Club | 19  | 11 | 6 | 1 | 4  | 23 | 12 | +11  |
| 7    | Jawalakhel Youth Team    | 16  | 11 | 5 | 1 | 5  | 16 | 18 | -2   |
| 8    | Rani Pokhari Corner Team | 15  | 11 | 5 | 0 | 6  | 18 | 23 | -5   |
| 9    | Boys Sports Club         | 7   | 11 | 2 | 1 | 8  | 20 | 25 | -5   |
| 10   | Boys Union Club          | 7   | 11 | 2 | 1 | 8  | 23 | 38 | -15  |
| 11   | Katmandou Club           | 6   | 11 | 1 | 3 | 7  | 9  | 32 | -23  |
| 12   | Naxal Yuwa               | 1   | 11 | 0 | 1 | 10 | 15 | 65 | -50  |

|  | Champion du Népal 2003          |
|  | Relégation en deuxième division |
|  | T : Tenant du titre             |

## Bilan de la saison
| Championnat du Népal de football 2003                             |                                   |
| Champion                                                          | Manang Marsyangdi Club (5e titre) |
| Qualifications continentales                                      |                                   |
| Coupe de l'AFC 2004                                               | Aucun                             |
| Promotions et relégations                                         |                                   |
| Promus en Kathmandu Martyr's Memorial League                      | Brigade Boys Club                 |
| Promus en Kathmandu Martyr's Memorial League                      | Mahavir Club                      |
| Relégués en Championnat du Népal de football de deuxième division | Naxal Yuwa                        |